# Liste der Kulturgüter in Port-Valais
Die Liste der Kulturgüter in Port-Valais enthält alle Objekte in der Gemeinde Port-Valais im Kanton Wallis, die gemäss der Haager Konvention zum Schutz von Kulturgut bei bewaffneten Konflikten, dem Bundesgesetz vom 20. Juni 2014 über den Schutz der Kulturgüter bei bewaffneten Konflikten sowie der Verordnung vom 29. Oktober 2014 über den Schutz der Kulturgüter bei bewaffneten Konflikten unter Schutz stehen.
Objekte der Kategorie A sind im Gemeindegebiet nicht ausgewiesen, Objekte der Kategorie B sind vollständig in der Liste enthalten, Objekte der Kategorie C fehlen zurzeit (Stand: 1. Januar 2023).

## Kulturgüter
| Foto |                                                                                  | Objekt | Kat. | Typ | Standort                                       | Beschreibung |
| ---- | -------------------------------------------------------------------------------- | --- | ---- | --- | ---------------------------------------------- | ------------ |
| BW   | Datei hochladen · Wikidata zu Archiv des Klosters Saint-Benoît (Q27487097)       | Archiv des Klosters Saint-Benoît / Monastère Saint-Benoît Archives KGS-Nr.: 06929                                                              | B    | S   | Bouveret, Route de l’Église 38 554699 / 137340 |              |
| ja   | Datei hochladen · Wikidata zu Bahnhof und Schiffstation (Q29892401)              | Bahnhof und Schiffstation / Gare et débarcadère KGS-Nr.: 06930                                                                                 | B    | G   | Bouveret, Rue du Port 6.1, 6.2 554862 / 137449 |              |
| BW   | Datei hochladen · Wikidata zu Archäologische Stätte unbekannter Zeit (Q29892405) | Colline du Château, archäologische Stätte unbekannter Zeitstellung / Colline du Château, site archéologique de période inconnue KGS-Nr.: 06932 | B    | G   | 556399 / 135800                                |              |
| BW   | Datei hochladen                                                                  | Brücke über den Stockalper-Kanal / Pont sur le canal Stockalper KGS-Nr.: 17438                                                                 | B    | G   | Bouveret, Route des Îles 556210 / 136332       |              |